# (3633) Mira
(3633) Mira (1980 EE2) – planetoida z pasa głównego asteroid okrążająca Słońce w ciągu 3,52 lat w średniej odległości 2,31 au Odkryta w obserwatorium Féliksa Aguilara 13 marca 1980 roku.